# Bathygobius kreftii
Bathygobius kreftii är en fiskart som först beskrevs av Steindachner, 1866.  Bathygobius kreftii ingår i släktet Bathygobius och familjen smörbultsfiskar. Inga underarter finns listade.